# Sint-Cordulakerk (Schoten)
De Sint-Cordulakerk is een rooms-katholieke kerk gelegen in het centrum van de Antwerpse gemeente Schoten.
Van een parochie zou al in de 8ste eeuw sprake zijn geweest. De parochie van Merksem splitste zich omstreeks het jaar 1200 af, en die van Sint-Job-in-'t-Goor in 1535.
De kerk stamt oorspronkelijk uit de 12e eeuw. Eind 16e eeuw werd zij vrijwel geheel vernield en tussen 1611 en 1618 herbouwd in laatgotische stijl. In de 19e eeuw werd de kerk uitgebreid met twee zijbeuken en werd de originele toren van 28 meter vervangen door een 48 meter hoge toren in neogotische stijl. De glasramen zijn van de hand van Marc de Groot en Jan Wouters. Naast de kerk ligt de gemeentelijke begraafplaats en een pastorij.
Sinds 1991 is de kerk beschermd als monument.